# Aphanocephalus crucifer
Aphanocephalus crucifer is een keversoort uit de familie Discolomatidae. De wetenschappelijke naam van de soort is voor het eerst geldig gepubliceerd in 1942 door John.